# E-artsup Institut
E-artsup Institut és una escola privada creada el 2001 pel groupe Ionis. Ofereix formació en comunicació i arts gràfiques, animació, vídeo, disseny digital i, més recentment, videojocs. Ofereix formació en 3 anys després del Batxillerat o en 5 anys.
Té set seus a París, Bordeus, Lille, Lió, Montpeller, Nantes i Tolosa.

## Històric
L'escola va ser fundada l'any 2001 a Le Kremlin-Bicêtre. Els campus de Montpeller i de Toloda es van inaugurar el 2016.

## Formacions
L'any 2017, E-Artsup Institute ofereix formació en les àrees següents: joc i codificació creativa, animació i 3D, Disseny web i disseny gràfic, Disseny i comunicació, disseny de moviment, disseny interactiu i disseny de jocs.